# ماري بابتيست
ماري بابتيست (بالفرنسية: Marie Baptiste)‏ هي مغنية أوبرا وممثلة فرنسية وسويدية، ولدت في عقد 1700 في بوردو في فرنسا، وتوفيت في 1760.